# Voračičtí z Paběnic
Voračičtí z Paběnic (dříve též Woracziczky z Pabienitz či Pabeinitz) jsou starý český vladycký rod, který později povýšil až do hraběcího stavu. Pocházeli z Paběnic nedaleko Kutné Hory. Od druhé poloviny 18. století se rod nazýval Voračičtí-Bissingenové (Woracziczky-Bissingen) kvůli následnictví po jedné vymřelé větvi Bissingenů.

## Historie

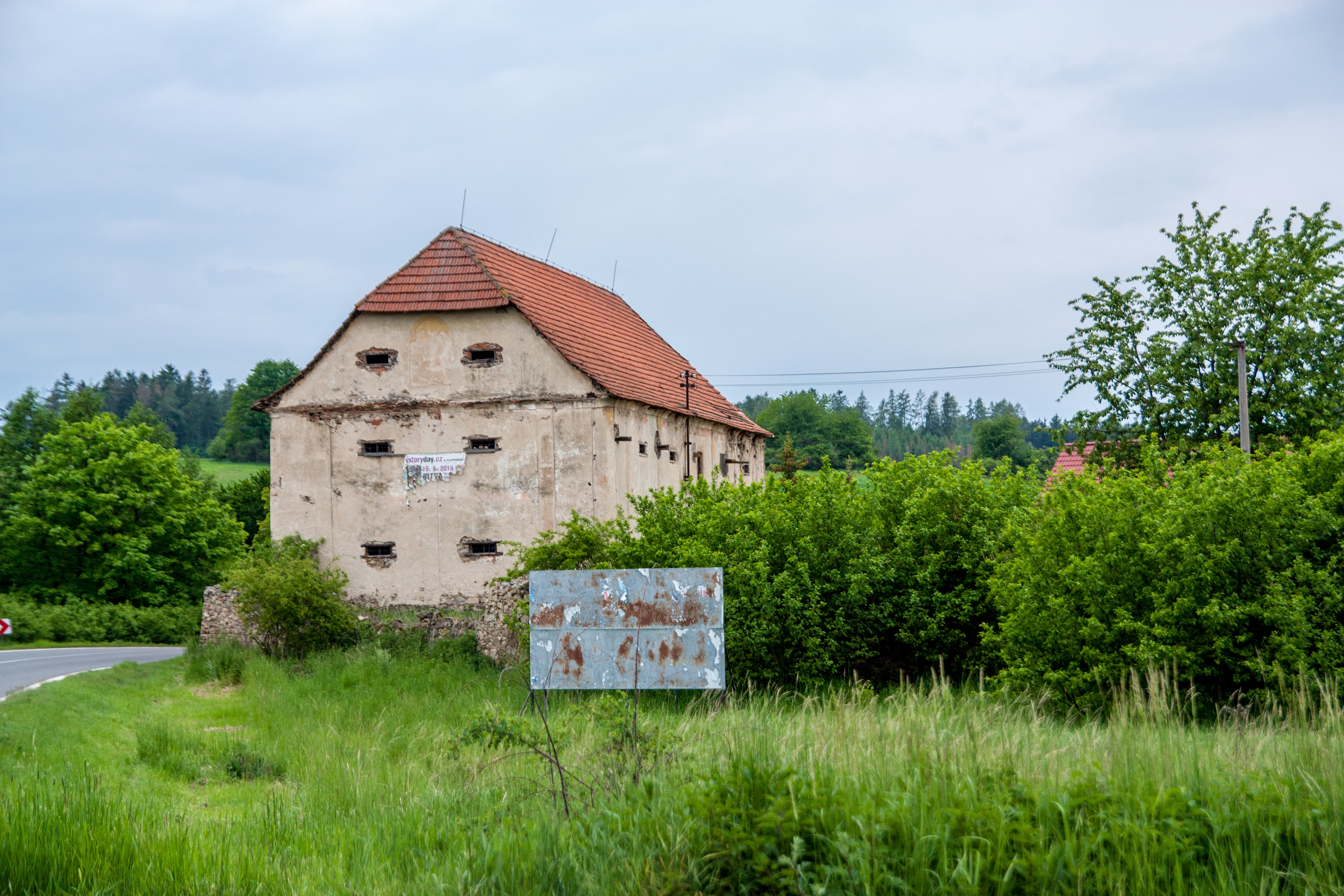
Stará usedlost ve Voračicích u Benešova

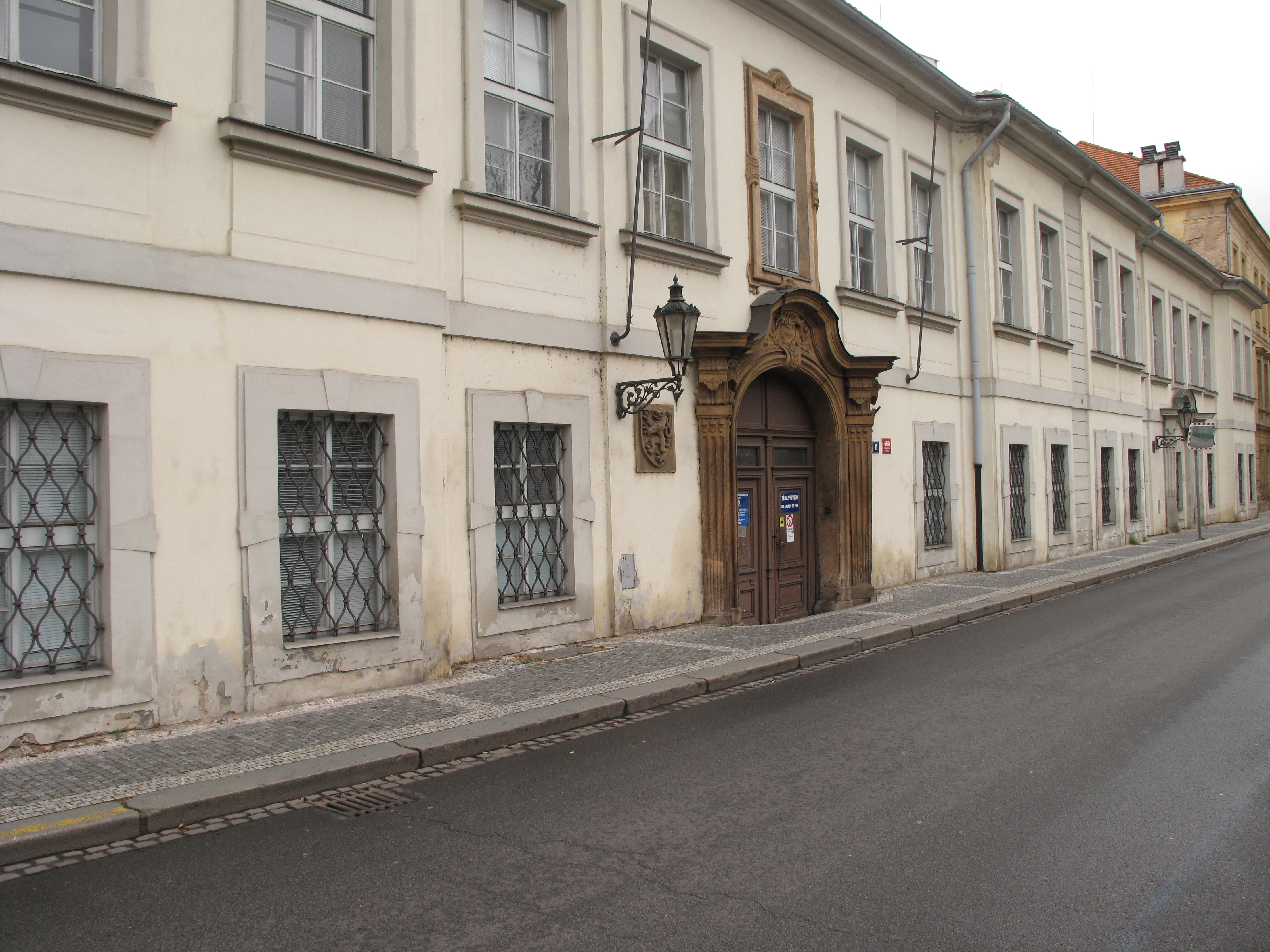
Palác Voračických z Paběnic v Praze nechal postavit hrabě Vojtěch Jiří Voračický. Narodila se zde hraběnka Eleonora Voračická, provdaná Kounicová, mecenáška české kultury, přítelkyně Boženy Němcové a dalších umělců.

Počátky rodu lze sledovat do počátku 13. století, kdy se již v roce 1212 uvádí Vít jako vlastník panství Paběnice v Čáslavském kraji. Panství následně drželi bratři Oldřich a Hrabiše. Oldřich působil jako pražský kanovník a biskupský administrátor, v roce 1327 vstoupil do sedleckého kláštera, kde se později stal opatem.
Hrabišovi synové se usídlili v jižních Čechách. Oldřich působil jako místopurkrabí na Krumlově, půjčoval Rožmberkům peníze. Jan získal v roce 1510 tvrz Voračice, která ležela severně od Tábora a po které se rod přejmenoval. Původní majitelé této tvrze nejsou známi.
Během 16. století se rozdělili do několika větví, drželi statky po celých Čechách, například Proseč, Prčice, Polánky, Heřmanice, Pyšely, Smilkov, Křtěnovice, Blanici a dokonce i statky na Moravě.
Jan vykonával funkci nejvyššího berníka, Jan Lipolt bojoval proti Švédům za třicetileté války. V 17. století všechny větve povýšily do panského stavu, v 18. století dokonce do hraběcího. V roce 1704 byl jako první do hraběcího stavu přijat František Helfríd se svými bratry Antonínem Josefem, Vojtěchem Ferdinandem a Leopoldem Karlem, kteří sloužili v císařské armádě jako důstojníci. Helfríd vykonával úřad hejtmana Loketského kraje a sloužil u zemského soudu. Věnoval se genealogii a heraldice českých a moravských šlechtických rodin.
Jan Kryštof Ignác se na počátku 18. století stal profesorem filosofie a teologie na pražské univerzitě a rektorem novoměstské koleje u sv. Ignáce. Roku 1778 vymřela nippenburská větev rodu Bissingenů a její poslední potomek Jan Jindřich odkázal své statky svému bratranci Jáchymu Jindřichovi Voračickému z Paběnic s podmínkou, že ponese jméno jeho rodu. Od této doby se rod také nazývá Voračický-Bissingen (Woracziczky-Bissingen).
V roce 1741 převorka řádu sv. Anny Marie Johana Voračická z Paběnic prosadila u pražského arcibiskupství zřízení radlického hřbitova v okolí svatojánské kaple. Ta byla postavena v roce 1722 a je jednou z posledních památek původních Radlic. Pět století (1283-1782), kdy klášter vlastnil pražské Radlice bývá označován za zlatý věk Radlic.
Rod vymřel po meči v roce 1985.

## Znak
Od počátku 14. století byl erbem Voračických čtvrcený štít se stříbrnými a modrými poli. Od 15. století doplněná ještě o klenot s křídly. V této podobě byl potvrzen i při povýšení do hraběcího stavu roku 1701. Roku 1710 byl přidán srdeční štítek s iniciálami Ferdinanda III. a Leopolda I., klenot orel a dva lvi jako štítonoši.

Wappenbuch der Österreichischen Monarchie (1831–1868), Johann Andreas Tyroff
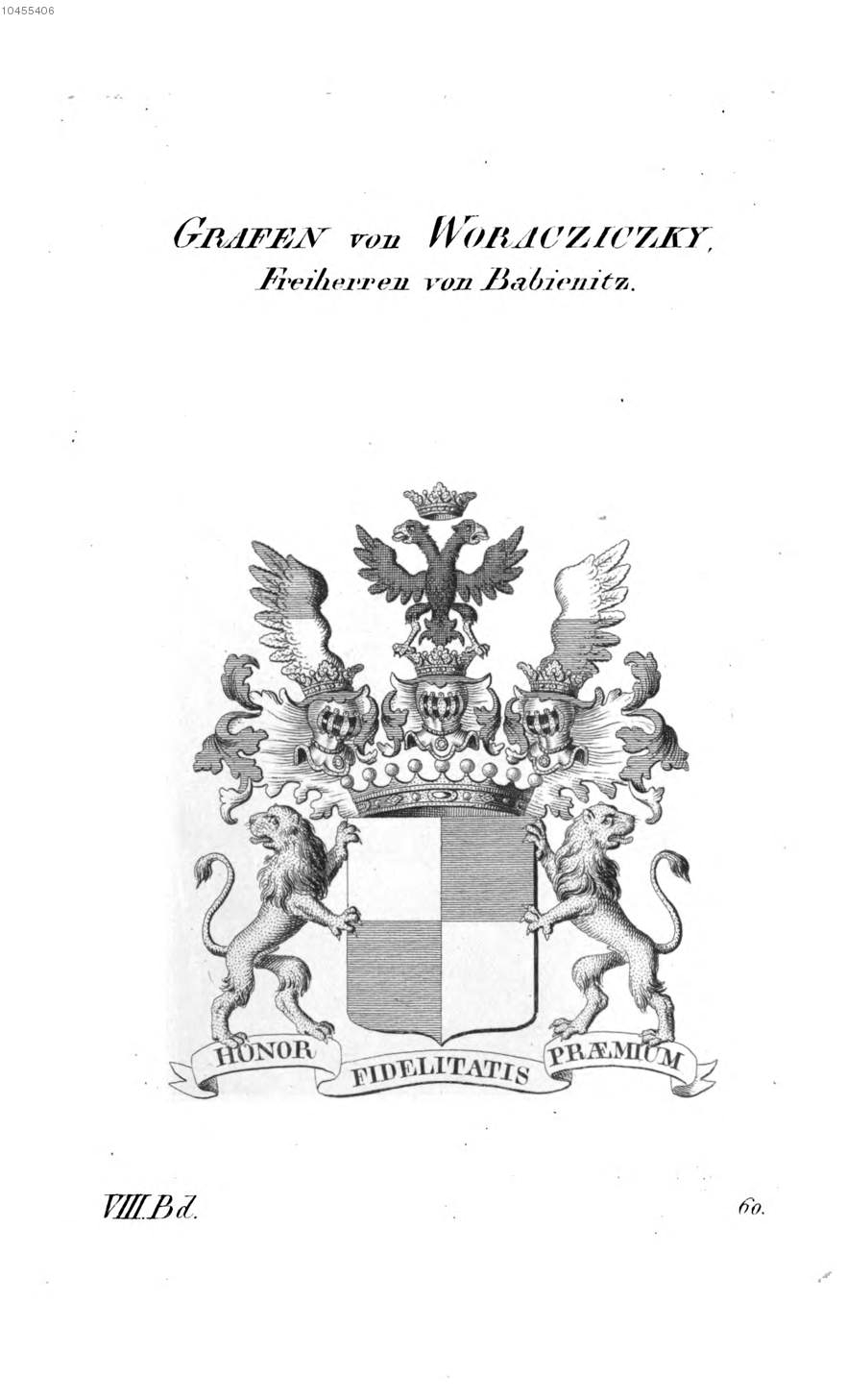
Znak hrabat Voračičkých, pánů z Paběnic, z let 1846–1865
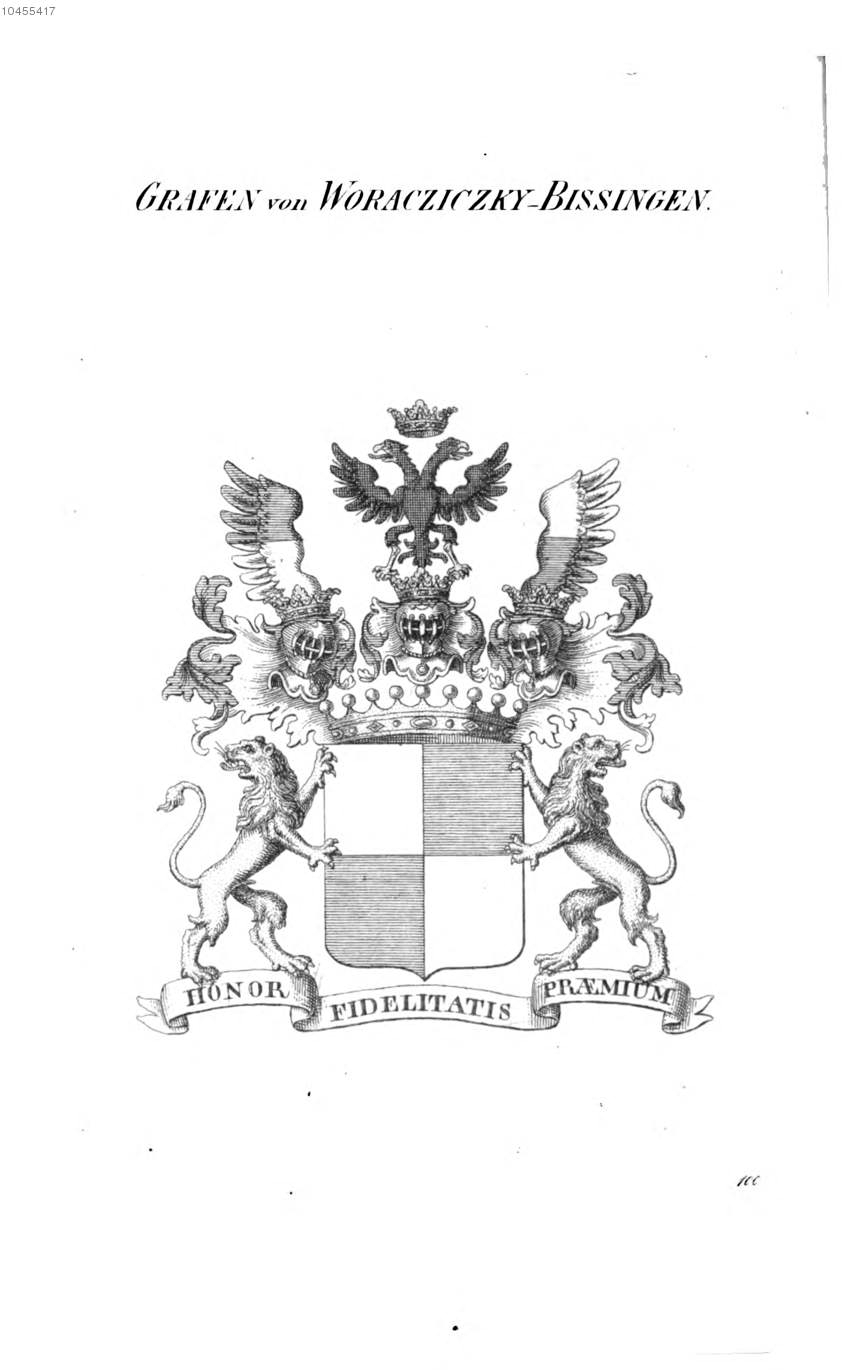
Znak hrabat Voračických-Bissingenů
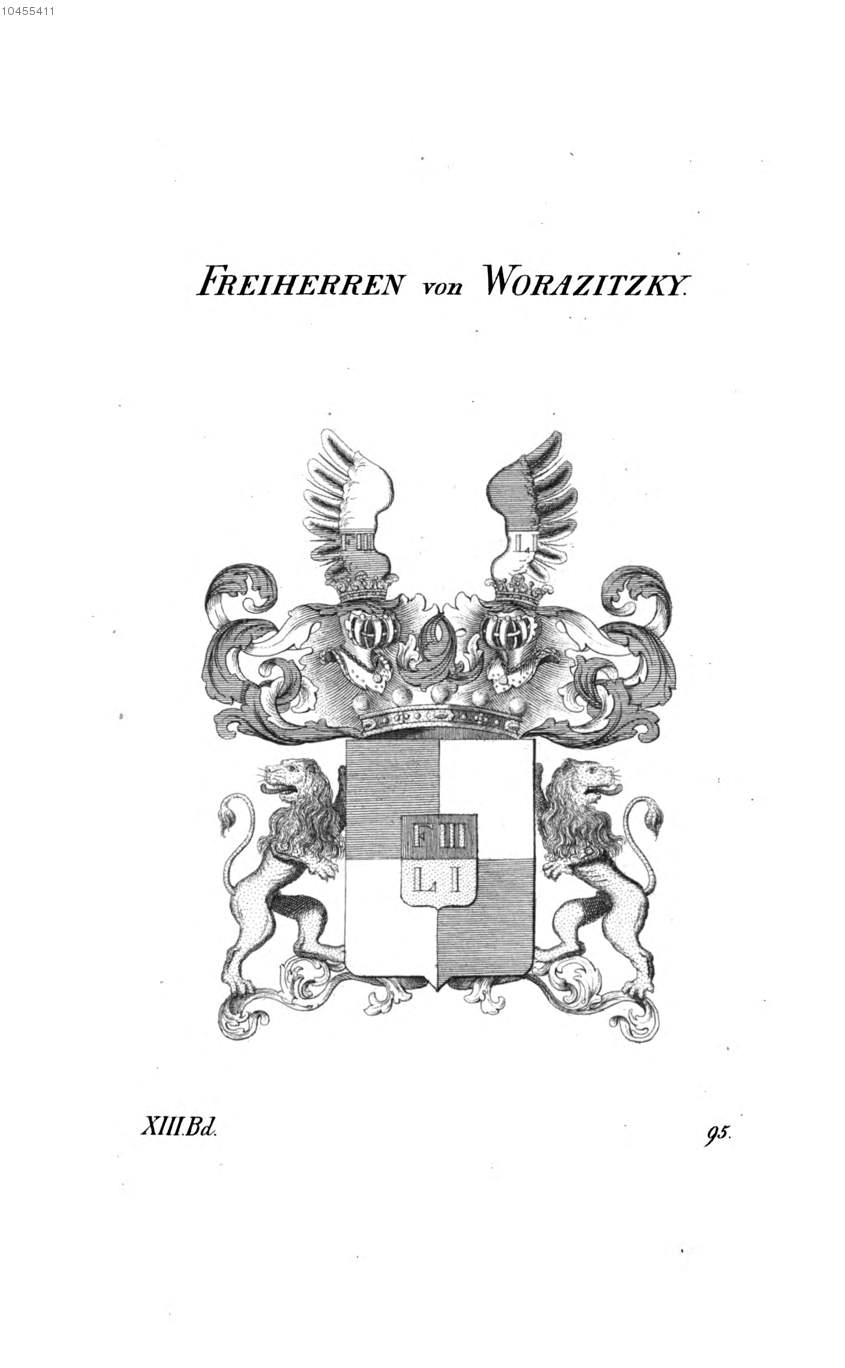
Znak s přidaným srdečním štítkem a iniciálami

## Příbuzenstvo
Spojili se s Čabelickými ze Soutic, Kolovraty, Šporky, Kounici, Kořenskými z Terešova či Leskovci z Leskovce.